# 佐世保市立歌浦小学校
佐世保市立歌浦小学校（させぼしりつ うたがうらしょうがっこう、Sasebo City Utagaura Elementary School）は、長崎県佐世保市鹿町町下歌ヶ浦にある公立小学校。略称「歌小」。

## 概要
歴史
1874年（明治7年）に創立。2014年（平成26年）に創立140周年を迎えた。
学校教育目標
「やさしい心 夢かがやく 歌小の子ども」
校章
中央に「歌小」の文字（縦書き）を置く。
校歌
作詞は市瀬正生、作曲は田元千之による。歌詞は3番まであり、各番に校名の「歌浦」が登場する。
校区
「長崎県佐世保市鹿町町」の後に「下歌ヶ浦、上歌ヶ浦、大屋、中野、船ノ村、ロノ里（一部）、長串、九十九島」が続く地域。中学校区は佐世保市立鹿町中学校。

## 沿革
- 1874年（明治7年）10月 - 第五大学区長崎県管下第四中学区[3]松浦郡の小学校として「鹿鳴小学校」（ろくめいしょうがっこう）が開校。鹿町村鹿町免の鎌倉神社上方の旧庄屋跡を校舎とする。児童は約20名。初代校長は江迎村出身の浦田古遊。
- 1877年（明治10年）- 下歌ヶ浦免字吉瀬の丘へ移転。
- 1878年（明治11年）- 郡制の施行により、北松浦郡に属することとなる。
- 1881年（明治14年）- 教育令の改正により「公立中等鹿鳴小学校」に改称。大野分校を設置。
- 1882年（明治15年）- 大暴風により校舎が倒壊。下歌ヶ浦免字前潟の山崎宅を購入し移転を完了（通称「役場学校」）。
- 1886年（明治19年）9月 - 小学校令が施行される。
  - 尋常科（修業年限4年）を設置の上、「尋常鹿鳴小学校」に改称。
  - 大野分校が分離し、「尋常野芩小学校」（やきんしょうがっこう）として独立。
  - 佐々村（現・佐々町立口石小学校校地）に長崎県第十三高等小学校が設置される。学区を柚木・大野・皆瀬・中里・山口（後の相浦地域）・俵ヶ浦・佐々・吉井・世知原・江迎・小佐々の11村としていた。各地の尋常小学校を修了した児童を対象としており、遠方の児童のために寄宿舎が設けられた。
- 1889年（明治22年）4月1日 - 町村制の施行により、鹿町（ししまち）村立の小学校となる。
- 1892年（明治25年）
  - 6月 - 長崎県第十三高等小学校が廃止され、佐々村とその周辺の村の計8村で学校組合を組織した上で「組合立口石高等小学校」が設置される。校地・校舎は第十三高等小学校のものを継承。
  - 7月 - 「鹿鳴尋常小学校」に改称（「尋常」の位置が変更される）。
- 1898年（明治31年）2月 - 組合立口石高等小学校が廃止され、高等小学校進学希望者は江迎村の長坂尋常高等小学校の高等科に通学することとなる。
- 1902年（明治35年）4月1日 - 鹿町村長串免字神林に神林（かんばやし）分教場を設置。5学級編成とする。
- 1904年（明治37年）
  - 3月 - 下歌ヶ浦免浜田に新校舎が完成。
  - 4月 - 新校舎へ移転。高等科を併置の上、「歌ヶ浦尋常高等小学校」に改称（尋常科4年・高等科4年）。
- 1905年（明治38年）
  - 3月18日  - 第1回学校造林を実施。下歌ヶ浦免本ヶ浦グミノキ谷に杉100本を植樹。
  - 7月26日 - 洪水のため遠隔通学児童は学校に宿泊。
- 1908年（明治41年）4月1日 - 小学校令の改正により、義務教育年限（尋常科の修業年限）が4年から6年に延長される。
  - 高等科1年を尋常科5年に、高等科2年を尋常科6年に、高等科3年を高等科1年に、高等科4年を高等科2年に振り替える。
- 1910年（明治43年）4月5日 - 児童数の増加により、校舎を増築。
- 1913年（大正2年）6月20日 - 学校田への田植えを開始。
- 1914年（大正3年）5月27日 - 歌ヶ浦農業補習学校を併設。
- 1921年（大正10年）4月1日 - 併設の農業補習学校が「歌ヶ浦実業補習学校」に改称。
- 1922年（大正11年）4月1日 - 高等科の修業年限を3年とする。
- 1928年（昭和3年）
  - 5月30日 - 校舎の増築を完了。
  - 9月19日 - 暴風雨により運動場が冠水。
- 1934年（昭和9年）2月12日 - 校舎を増築し、二部授業を解消。
- 1935年（昭和10年）4月14日 - 青年学校令の施行により、併設の実業補習学校が「歌ヶ浦青年学校」に改称。
- 1936年（昭和11年）- 保護者による後援会が発足。
- 1940年（昭和15年）4月1日 - 高等科の修業年限が2年に戻る。
- 1941年（昭和16年）4月1日 - 国民学校令の施行により、「鹿町村歌浦国民学校」に改称。尋常科を初等科に改める（初等科6年・高等科2年）。
  - この時、「歌ヶ浦」の「ヶ」が校名表記から除かれる。
- 1947年（昭和22年）
  - 4月1日 - 学制改革（六・三制の実施）が行われる。
    - 国民学校の初等科が改組され、「鹿町村立歌浦小学校」となる。神林分教場を神林分校とする。小学校の児童数1649名で過去最大。
    - 国民学校の高等科と青年学校の普通科が改組され、「鹿町村立歌浦中学校」（新制中学校）が発足[4]。

  - 10月1日 - 鹿町村が町制を施行し、鹿町町が発足。これにより「鹿町町立歌浦小学校」に改称。
- 1948年（昭和23年）
  - 2月11日 - 神林分校が分離し、「鹿町町立神林小学校」として独立。
  - 7月5日 - 豪雨により浜田川上流の堤防が決壊し運動場が水没、校舎が床上浸水したため、児童は校舎2階に避難。
- 1949年（昭和24年）5月24日 – 天皇巡幸を奉迎。3年生以上の代表者は潜竜駅、他の児童は江迎駅で待機する。
- 1950年（昭和25年）
  - 4月 - 歌浦中学校へ校舎の一部を貸与。小学校の教室が不足し、2・3年生で二部授業を実施。同年10月に解消。
  - 4月23日 - 小・中合同PTAが発足。
- 1951年（昭和26年）5月6日 - 小学校PTAと中学校PTAが独立。
- 1955年（昭和30年）7月1日 - 完全給食を開始。
- 1957年（昭和32年）9月28日 - 日鉄鉱業鹿町炭鉱従業員の多数転出により、125名の児童が転出。
- 1958年（昭和33年）10月1日 - 鹿町の読みが「ししまち」から「しかまち」に変更となる。
- 1960年（昭和35年）3月2日 - 鉄筋コンクリート造3階建ての校舎（15教室）が完成。
- 1970年（昭和45年）5月1日 - 遊戯治療室が完成。
- 1971年（昭和46年）4月1日 - 鹿町町立神林小学校を統合し、神林校舎とする（名目上の統合）。
- 1972年（昭和47年）
  - 4月12日 - 新校舎（第一期工事）が完成。
  - 5月31日 - 新校舎（第二期工事）が完成。
  - 6月3日 - 神林校舎の閉校式を挙行。
  - 6月5日 - 歌浦校舎（旧校舎）の閉校式を挙行。
  - 6月23日 - 統合新校舎落成式・開校式を挙行。（実質統合）
  - 10月3日 - 運動場を造成。
  - 11月13日 - チャイムを廃止。
- 1974年（昭和49年）
  - 2月24日 - 旧校地の桜の樹木を移植。
  - 9月10日 - ロータリーが完成。
  - 11月3日 - 創立100周年記念運動会を実施。
- 1976年（昭和51年）3月25日 - 鹿町の森造園・屋内運動場が完成。
- 1977年（昭和52年）7月31日 - プールが完成。
- 1988年（昭和63年）7月10日 - 学童農園が開園。
- 1993年（平成5年）9月20日 - 焼窯室が完成。
- 2000年（平成12年）3月9日 - 視聴覚室をコンピュータ室に改装。
- 2002年（平成14年）9月6日 - 各教室にインターフォンを設置。
- 2010年（平成22年）3月31日 - 市町村合併より、「佐世保市立歌浦小学校」（現校名）に改称。

旧・神林小学校（かんばやし）
- 1901年（明治34年）10月 - 長串免字神林に校舎が完成（鹿町小学校の旧校舎を移築）。
- 1902年（明治35年）4月1日 - 「歌ヶ浦尋常小学校 神林分教場」の設置が認可され開校。3年生までの25名を収容。1学級編成（3学年で複式）。
- 1904年（明治37年）4月1日 - 「歌ヶ浦尋常高等小学校 神林分教場」に改称。
- 1919年（大正8年）4月1日 - 児童数が増加し、2学級編成（複式）となる。
- 1941年（昭和16年）4月1日 - 国民学校令の施行により「鹿町村歌浦国民学校 神林分教場」に改称。
- 1944年（昭和19年）2月19日 - 長串免317番地に移転。
- 1946年（昭和21年）4月16日 - 6学級編成となる。
- 1947年（昭和22年）
  - 4月1日 - 学制改革により「鹿町村立歌浦小学校 神林分校」に改称。
  - 10月1日 - 町村施行により「鹿町町立歌浦小学校 神林分校」に改称。
- 1948年（昭和23年）2月11日 - 歌浦小学校から分離し、「鹿町町立神林小学校」として独立。
  - 神林鉱業長を会長に後援会が発足。
- 1950年（昭和25年）5月8日 - 後援会をPTAに改組。
- 1952年（昭和27年）4月20日 - 校舎を増築。
- 1955年（昭和30年）10月1日 - 完全給食を開始。
- 1957年（昭和32年）
  - 1月25日 - 校旗・校歌を制定。
  - 12月19日 - 2教室を増築。
- 1958年（昭和33年）10月1日 - 鹿町の読みが「ししまち」から「しかまち」に変更となる。
- 1959年（昭和34年）5月25日 - 2教室を増築。
- 1961年（昭和36年）11月16日 - 校舎を増築。
- 1967年（昭和42年）
  - 3月29日 - 神林鉱山の閉山により、児童数が激減。
  - 8月24日 - 2階建て校舎1棟を解体し、宇久町立神浦中学校に移築。
- 1971年（昭和46年）4月1日 - 名目上の統合により「鹿町町立歌浦小学校 神林校舎」となる。
- 1972年（昭和47年）6月3日 - 閉校式を挙行。71年の歴史に幕を閉じる。
  - 閉校時の所在地 - 長崎県北松浦郡鹿町町長串免317番地（現・神林簡易郵便局の裏、北緯33度15分16.1秒 東経129度34分22.3秒）
  - 校章 - 1957年（昭和32年）1月25日に制定。桜の花弁の絵を背景にして、中央に「神小」の文字を置いている。
  - 校歌 - 1957年（昭和32年）1月25日に制定。作詞は市瀬正生、作曲は伊藤英一による。歌詞は3番まであり、校名の「神林」が登場する。

## アクセス
最寄りのバス停
- 西肥自動車（西肥バス）「加勢中央」バス停

最寄りの国道・県道
- 長崎県道18号佐々鹿町江迎線

## 周辺
- 大加勢簡易郵便局
- 佐世保市千鳥越野球場
- 鹿町海と島の自然体験館
- 歌ヶ浦野の花幼児園
- 江迎警察署 鹿町警察官駐在所

## 関連事項
- 長崎県小学校一覧
- 佐世保市小学校一覧